# Turm von Akkum
Koordinaten: 36° 28′ 20,3″ N, 34° 6′ 58″ O

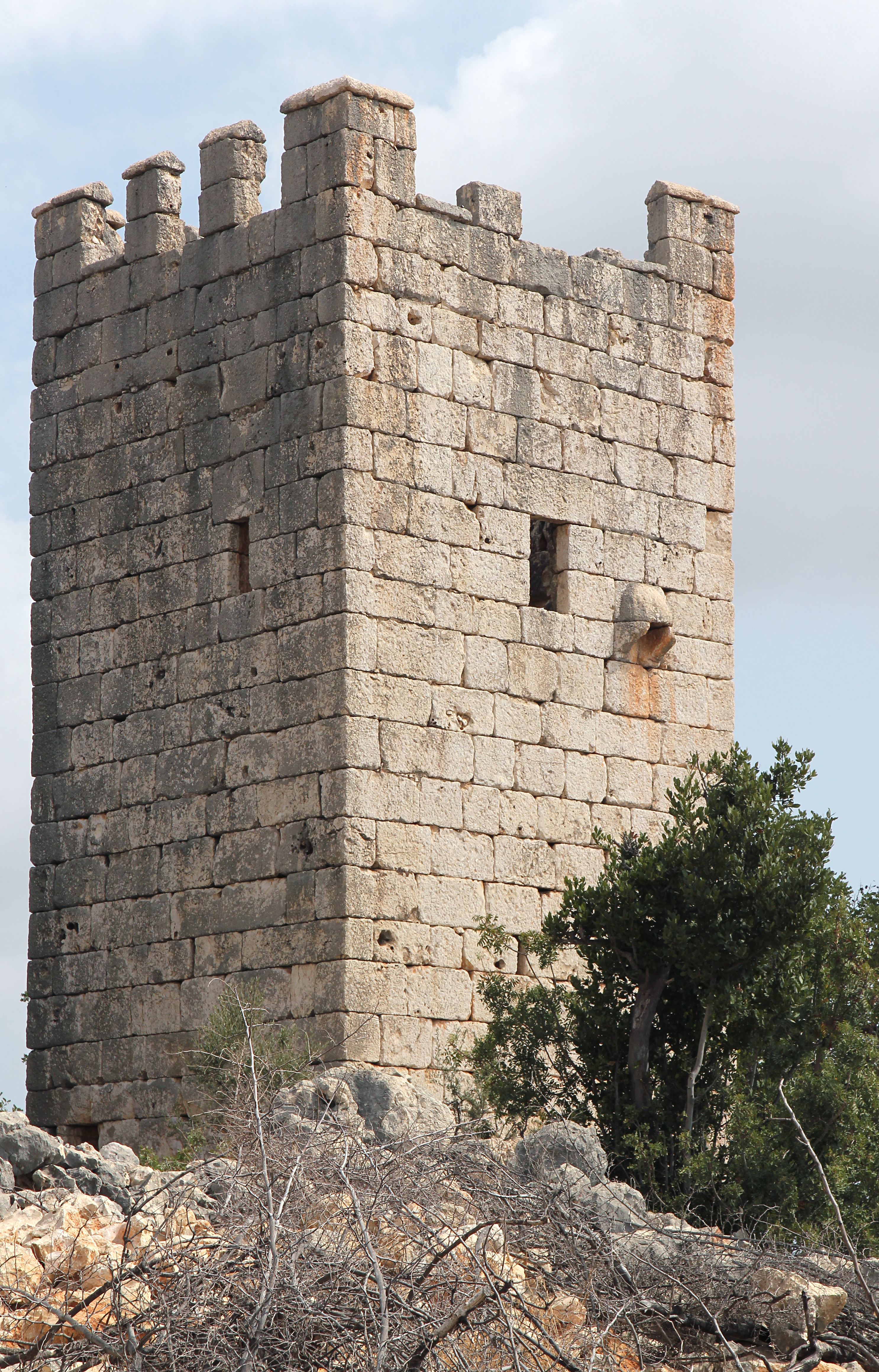
Turm von Südwesten

Der Turm von Akkum ist ein antiker Wachturm im Rauen Kilikien.

## Lage
Der Turm steht im Landkreis Silifke der türkischen Provinz Mersin. Er liegt etwa 2,5 Kilometer nordwestlich von Kızkalesi, dem antiken Korykos, und 20 Kilometer nordöstlich der Kreisstadt Silifke auf der Westseite des Tales Şeytan Deresi, das sich von Kızkalesi nach Nordwesten ins bergige Landesinnere bis nach Uzuncaburç, dem antiken Olba, zieht. Er gehört damit zum Territorium des hellenistischen Priesterstaates von Olba. Etwa drei beziehungsweise vier Kilometer nordöstlich liegen die Türme von Gömeç und Sarayın, 2,5 Kilometer südwestlich der von Boyan, die zusammen mit dem Turm von Yalama eine Reihe von Wachtürmen bildeten, die untereinander Sichtkontakt hatten.

## Beschreibung
Der Turm hat einen Grundriss von 5,15 × 4,60 Metern, ist nach Südwesten orientiert und in isodomem Mauerwerk errichtet, das heißt, alle Steinlagen haben annähernd die gleiche Höhe. Er verfügt über ein Erdgeschoss, zwei Obergeschosse und darüber eine offene Kampfplattform, die von zu großen Teilen gut erhaltenen Zinnen umgeben ist. Die die Stockwerke tragenden Balken lagen an den Nord-Südwänden auf Konsolen, an den Ost-Westwänden auf einfachen Absätzen. Das erste Obergeschoss hat nach allen Seiten kleine Schlitzfenster, im zweiten befinden sich in allen Seiten Fenster, nach Osten zwei nebeneinander. Da das ursprüngliche Fußbodenniveau erhalten ist, kann die Höhe der Tür mit 1,92 Metern angegeben werden. Bei der Tür sind im Inneren Löcher für Schließbalken zu erkennen. Über der nach Südwesten weisenden Tür ist in Höhe des Fensters eine Pechnase angebracht. An der Ostwand ist ein Entwässerungsspeier für die Plattform eingebaut und an der Nordseite für das dritte Obergeschoss. Die Nassräume im ersten Stock wurden über ein Kanalsystem in der Ostwand entwässert, wie es auch in Sarayın zu beobachten ist. Auf dem Türsturz sind außen zwei olbische Zeichen reliefiert, eine Keule und ein Kranz, die auf die Zugehörigkeit des Bauwerks zum olbischen Herrschaftsbereich hindeuten.
In der Umgebung des Turmes sind Reste von Wirtschaftsgebäuden und einer Ölpresse zu erkennen, was auf eine gleichzeitige landwirtschaftliche Funktion des Platzes hinweist.

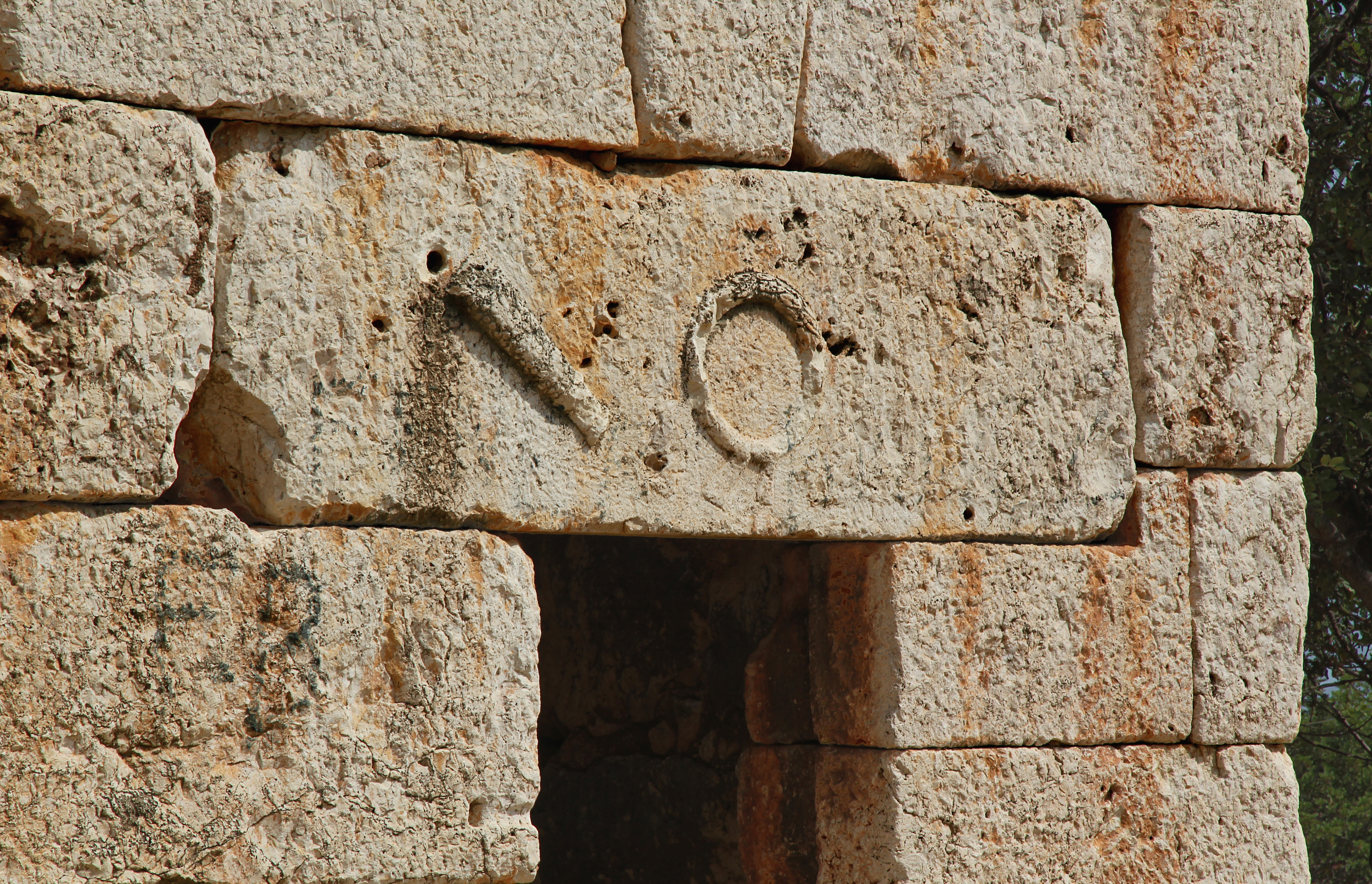
Türsturz mit olbischen Zeichen
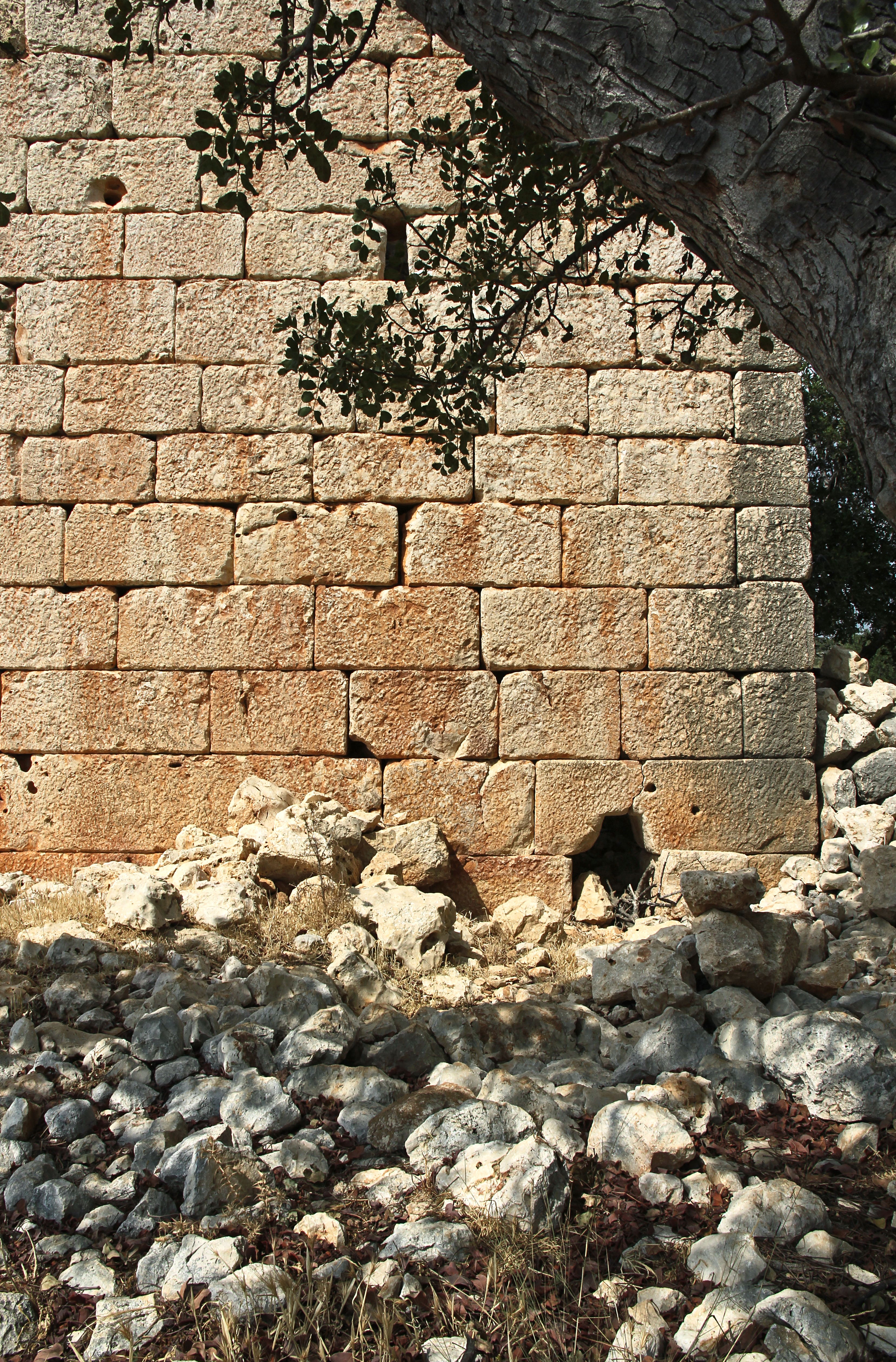
Ostseite mit Wasserablauf des ersten Geschosses
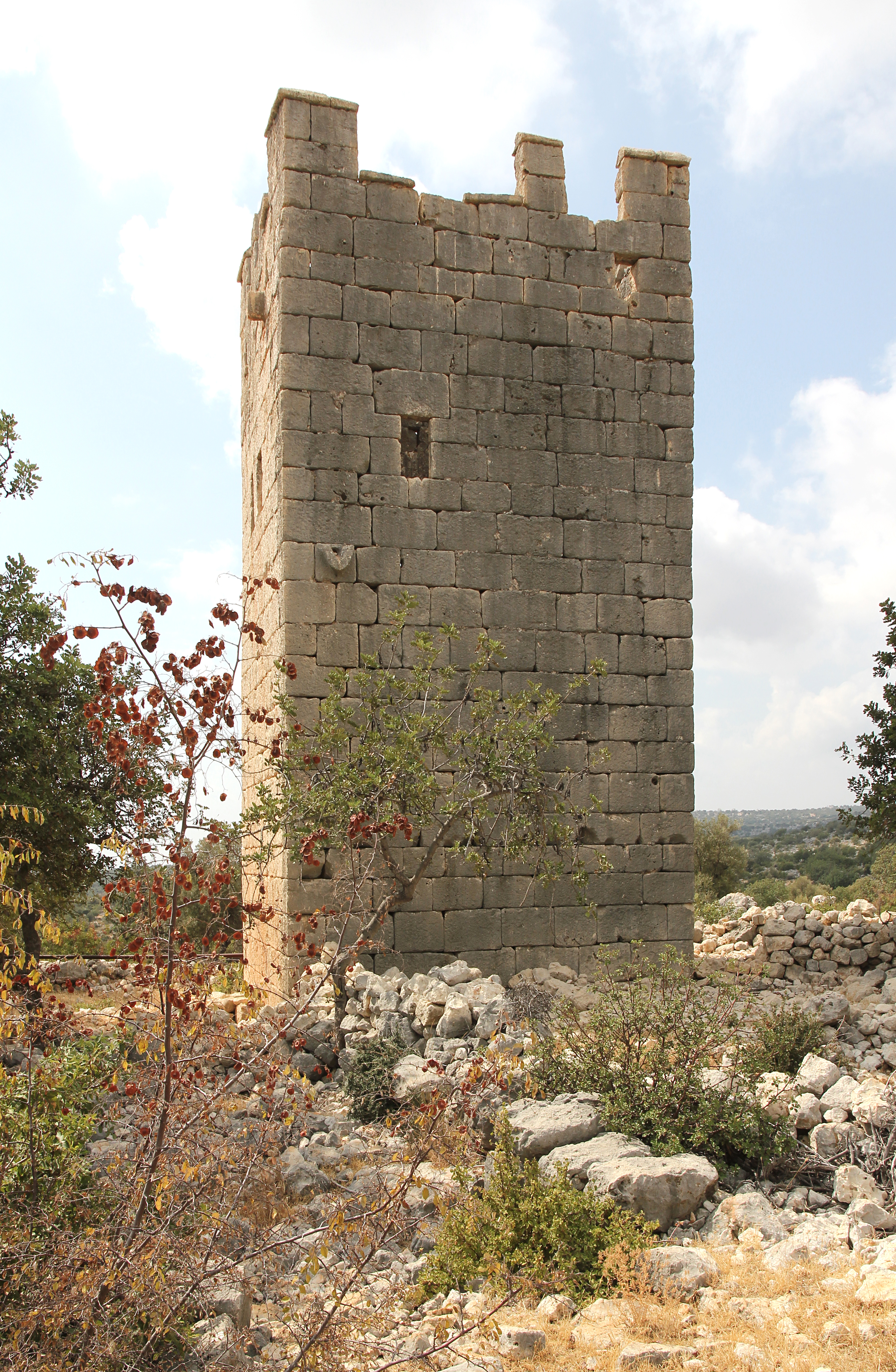
Nord- und Ostseite mit Wasserspeiern
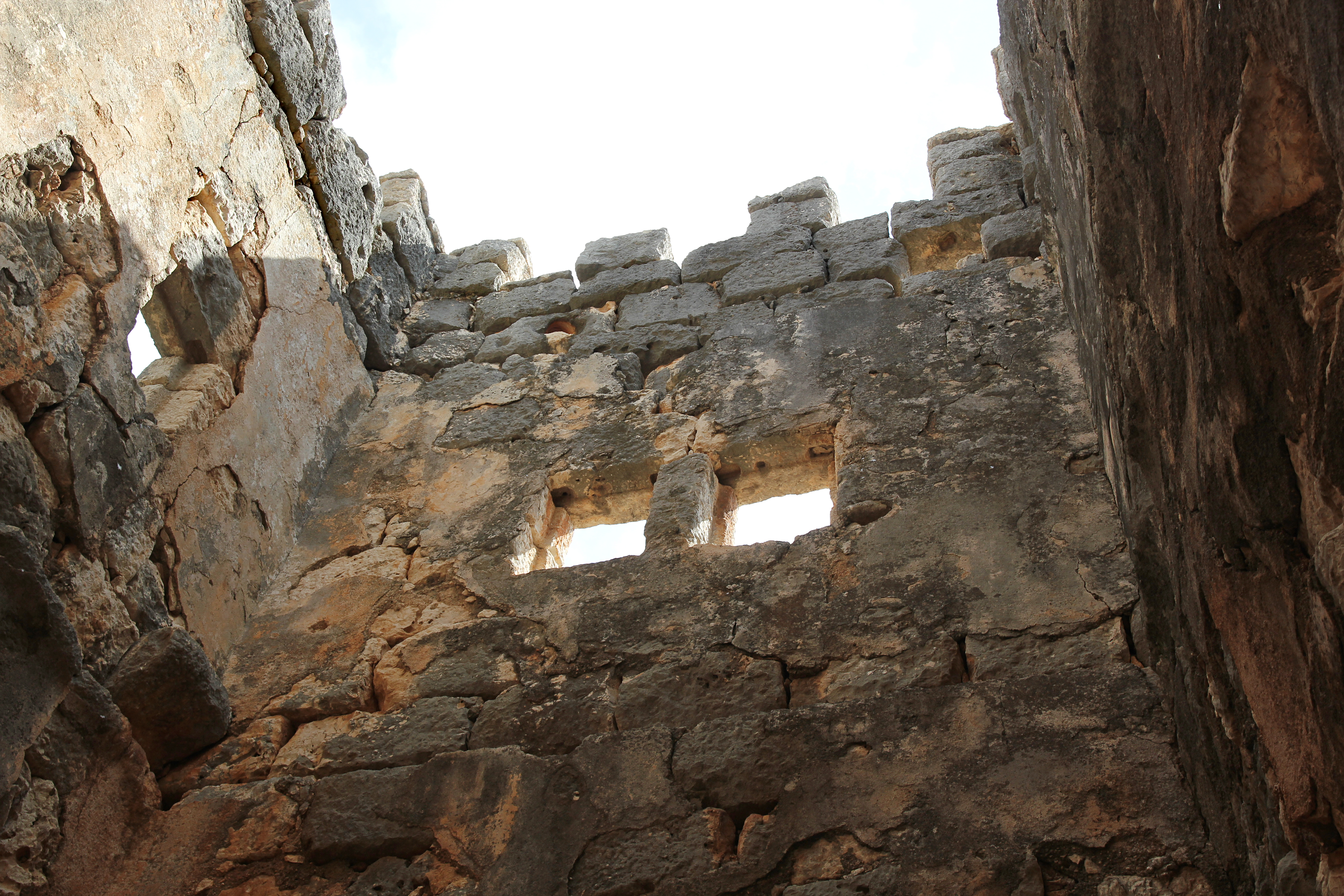
Ost- und Südseite innen
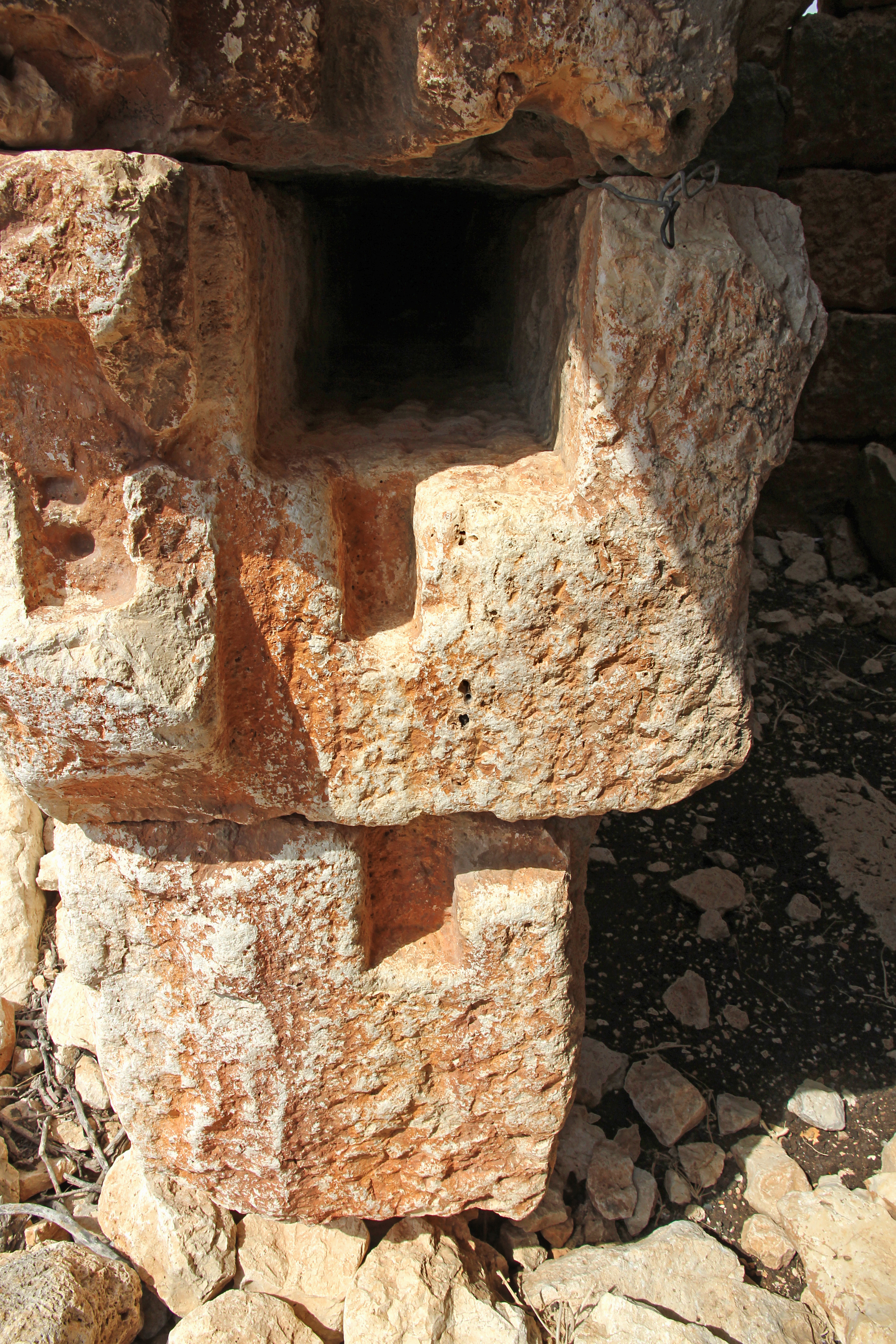
Türwange mit Schließvorrichtungen

## Türme im Rauen Kilikien
Im Rauen Kilikien, besonders im Gebiet zwischen den Flüssen Kalykadnos, heute Göksu, und Lamos, heute Limonlu, finden sich zahlreiche Türme aus späthellenistischer Zeit bis in die römische Kaiserzeit. Teils freistehend, teils in Siedlungen und Festungsanlagen eingebaut, ist allen gemeinsam erkennbar die Funktion als Wachturm. Sie dienten der Verteidigung gegen Angriffe, hauptsächlich durch Piraten, die sich hier niedergelassen hatten, nachdem die Herrschaft über das Gebiet im 2. Jahrhundert v. Chr. von den Seleukiden an die Römer übergegangen war. Fünf freistehende Türme (Akkum, Boyan, Gömeç, Sarayın und Yalama) mit Quadermauerwerk gruppieren sich um Korykos und Elaiussa Sebaste, die sich um die Jahrtausendwende als Metropolis der Region abwechselten. Bei ihnen lässt sich zusätzlich eine Wohn- und Lagerfunktion erkennen. In den unteren, lichtlosen Stockwerken konnten Lebensmittel wie Getreide gelagert werden, ebenfalls dienten sie als Rückzugsort der Bewohner der näheren Umgebung. Von den oberen, zinnenbewehrten Plattformen aus konnten sie von Bogenschützen verteidigt werden. Anhand der gleichartigen Bauweise und der Tatsache, dass sie sich in einer Entfernung von drei bis fünf Kilometern voneinander befanden, können sie als zusammengehörige Gruppe mit Wach- und Signalcharakter betrachtet werden. Ihre vermutliche Entstehungszeit wird eingegrenzt durch das Ende der seleukidischen Herrschaft 133 v. Chr., die Besiegung der Piraten 65 v. Chr. durch Pompeius und als spätesten Zeitpunkt 74 n. Chr., als das Gebiet römische Provinz wurde.